# Unión Deportiva Realejos
La Unión Deportiva Realejos es un club de fútbol del municipio de Los Realejos al norte de la isla de Tenerife (Canarias, España). Fue fundado en el año 1949 y actualmente juega en la categoría Regional Preferente de Tenerife. Es uno de los clubes más históricos y representativos del norte de la isla siendo el único equipo del norte de Tenerife en llegar a disputar la Segunda División B.

## Historia

### Fundación y Época Regional (1949-1975)
La Unión Deportiva Realejos se fundó el 14 de octubre de 1949 por la unión del Club Deportivo Español del Realejo Bajo y el Club Deportivo Viera del Realejo Alto. Seis años más tarde se fusionarián los dos pueblos en 1955. La primera directiva estaba formada por el presidente D. Domingo Pérez González, Vicepresidente D. Vicente Amador Hernández, Secretario D. Vicente Hernández Toste, Visecretario D. José Galán Peréz, Tesorero D. Luis Rodríguez de la Sierra Hernández, Vocales D. José Fregol, D. Cecilio Acevedo, D. Rafael Hernández, y D. Manuel Molina.
Hasta 1980 Canarias no tuvo grupo propio en la Tercera División, y en muy pocas ocasiones se le dio la oportunidad a los equipos isleños de llegar al fútbol nacional debido al alto coste de los desplazamientos en la época. Así los equipos canarios competían en ligas regionales como la Liga Interregional, que vendría a ser un equivalente de la Tercera División o la 1ª Categoría que sería como la actual Preferente. En estas competiciones militaba la Unión Deportiva Realejos hasta que en 1975 se convierte junto con el C.D.Mensajero, el CD Marino, la S. D. Tenisca, la U.D. Orotava, el C.D.Puerto Cruz, el C.D. San Andrés, el At. Granadilla, el Toscal C.F., el C.D.Estrella La Laguna, la U.D.Tacoronte y el Real Hespérides en fundador de la Liga de Preferente de Tenerife. Ésta nueva categoría reunía a la flor y nata del fútbol regional, y daba al campeón la oportunidad, previo play off de ascenso, de jugar en Tercera División. La Unión Deportiva Realejos consiguió el campeonato de Preferente en la temporada 1979/80, consiguiendo el ascenso a Tercera División, pero con la sorpresa que a partir de la siguiente temporada Canarias contaría con grupo propio en Tercera División por lo que gran parte de los equipos de Preferente también ascendieron ese mismo año.

### Primer ascenso a Tercera División y Debut en Copa del Rey (1980-90)
Así en la temporada 1980/81 tuvo el honor de ser uno de los veinte equipos que fundaron el grupo canario de la Tercera División, siendo campeón ese mismo año, jugando un play-off de ascenso a Segunda División B siendo eliminado por el Arosa Sociedad Cultural en 1ª Ronda , tras caer 3-0 en Galicia y estar a punto de remontar en Los Príncipes al ganar por 3-1. En esta división permaneció seis años, jugando incluso dos veces la Copa del Rey, con muy poca suerte ya que fue eliminado a la primera las dos veces, hasta que en el año 1986 desciende a Preferente tras quedar en la posición decimonovena en liga. 
El equipo azul llegaba a Preferente con el claro objetivo de ascender lo más rápido posible a Tercera División, pero la realidad fue muy distinta, el equipo con problemas económicos no pudo configurar una plantilla competitiva y finalizó en una mediocre decimotercera posición. Al año siguiente las cosas empeorarían ya que descendería al quedar decimoquinto. Esta situación se agravó dado que la U.D. Cruz Santa, el gran rival del Realejos dentro del municipio y que también competía en Preferente si mantuvo la categoría por lo que al año siguiente por primera y única vez en la historia el Realejos jugaría en 1ª Regional y teniendo a su máximo rival en una categoría superior.
Por suerte el paso del equipo por 1.ª Regional fue efímero, el equipo se proclamó campeón ese mismo año y ascendía a Preferente.

### Época Dorada y Ascenso a Segunda División B (1990-1997)
En el año de la vuelta a la máxima categoría regional quedaría en una meritoria segunda posición que le daba la oportunidad de medirse en play-off por el ascenso a la UD Lanzarote ganando primero en Arrecife por 0-1 y nuevamente en Los Príncipes por 2-1. Así en la temporada 90/91 empezaría una nueva etapa en Tercera División quedando nuevamente campeón ese mismo año 1991 jugando un nuevo play-off de ascenso a Segunda División B, esta vez contra equipos canarios, donde quedó segundo tras el C.D. Maspalomas que conseguía de esa forma el ascenso. Al año siguiente el equipo bajaría el pistón y quedaría séptimo, pero en la siguiente temporada la 1992/93 volvería a quedar campeón, último campeonato de Tercera División conseguido por el equipo y esta vez si el conjunto norteño ganaba el play-off de ascenso a la AD Laguna, la UD Telde y la UD Orotava y consigue el ascenso a Segunda División B. La mejoría de la UD Realejos también fue palpable en la Copa del Rey, competición en la que mejoró sus registro logrando incluso llegar a la cuarta eliminatoria en el año 1992/93 midiéndose al Albacete Balompié que en esa época estaba escribiendo las mejores páginas de su historia encadenando cinco campañas en Primera División con un juego vistoso que le valió el apelativo del Queso Mecánico.
El equipo se estrenaba en la categoría de bronce en la temporada 1993/94 en el Grupo IV. Durante este año por el Estadio de Los Príncipes pasaron equipos de la talla del Real Club Recreativo de Huelva, Granada Club de Fútbol, Córdoba Club de Fútbol, Unión Deportiva Las Palmas, Unión Deportiva Almería, Xerez Club Deportivo o Club de Fútbol Extremadura. Los realejeros acabaran en una más que notable décima posición llegando incluso a golear a alguno de los equipos anteriormente nombrados como el 0-5 que le endosó al Granada Club de Fútbol en el Estadio de Los Carmenes o un 4-1 al Córdoba Club de Fútbol. Otra victoria sonada fue la conseguida en el Estadio Municipal de Chapín por 1-2 ante el Xerez Club Deportivo. La segunda temporada del equipo en Segunda División B el Realejos fue a parar al Grupo I con equipos gallegos, madrileños, asturianos y castellano leoneses. En esta temporada se enfrentaría a otros ilustres del fútbol nacional como el Racing Club de Ferrol, Pontevedra Club de Fútbol o Club Deportivo Lugo, además de tener un nuevo derby con la Unión Deportiva Las Palmas. Este nuevo año el equipo celeste acabó colista. Otra de las malas noticias del año fue la derrota en Asturias por 8-1 ante el Real Oviedo Vetusta, mayor goleada en contra del equipo en categoría nacional hasta la fecha. Pero no todo fue malo, también se consiguió algún triunfo de prestigio como las goleadas por 4-1 al Real Avilés Industrial o al Club de Fútbol Fuenlabrada. De vuelta a la Tercera División los norteños quedaría en la tercera posición del campeonato por detrás del CD Corralejo y la UD La Pared. Pero en play-off de ascenso se impondría el conjunto realejero tanto a los dos conjuntos nombrados anteriormente como al filial amarillo y volvía en solo un año a Segunda División B. Así los realejeros jugaría en la temporada 1996/97 en la liga de bronce. Nuevamente quedaría encuadrado con Andaluces y Extremeños en el Grupo IV disfrutando otra temporada más de equipos como Málaga Club de Fútbol, Real Jaén Club de Fútbol, Cádiz Club de Fútbol o Unión Deportiva Melilla. Ese año se descendería tras quedar en la decimonovena posición. El equipo conseguiría otros triunfos históricos como la victoria en Estadio El Arcángel de Córdoba por 0-1 o la goleada por 4-0 en Los Príncipes al Guadix Club de Fútbol

### De Segunda División B a Preferente (1998-2002)
La UD Realejos volvió a Tercera División y hasta la fecha no ha vuelto a jugar siquiera un play-off de ascenso a Segunda División B.Tras volver a la cuarta categoría del fútbol español la cosa no mejoraría y el equipo volvería a descender tras 4 temporadas de altibajos en las que no pelearían por ascender en ninguna, bajando a la categoría preferente , en estos  años enlazo rachas de varios años en Tercera División con dos pasos fugaces por Preferente, de dos y un año respectivamente. La primera racha tras el descenso de Segunda División B duró cuatro años. Tras quedar colista el equipo bajaba a Preferente donde quedaría sexto en esta nueva aventura regional.

### Equipo Ascensor y época convulsa (2003-2013)
Al año siguiente la temporada 2002/03 el equipo quedaría segundo y conseguiría el ascenso de forma directa, excepcionalmente ese año no se jugó play-off de ascenso ya que había plazas libre en Tercera División. Nuevamente cuatro años mantuvo la categoría el Realejos en su nueva aventura en el Fútbol Nacional, descendiendo en el año 2007. El equipo se había convertido en un "equipo ascensor" y de regreso a Preferente quedó campeón en un solo año recobrando la categoría perdida la temporada anterior. Estas últimas etapas en Tercera División duró tres años y arrojó dos datos negativos, el vigésimo primer puesto cosechado en la temporada 2010/11, peor registro histórico del equipo que lo condujo nuevamente a Preferente, y la grave crisis económica que arrastraba el conjunto norteño. Aun así conseguirán ser campeones de Preferente en la temporada 2012-13 volviendo de nuevo a Tercera División

### Mas Descensos y Etapa en Primera Regional (2014-2020)
En la temporada 2013-14 la UD Realejos disputaria la hasta la fecha última temporada en categoría nacional siendo una nefasta temporada descendiendo penúltimo clasificado, a la siguiente temporada no irían mejor las cosas pues volverían a descender perdiendo 2 categorías en 2 temporadas consumando su descenso a primera regional volviendo el Realejos a esta categoría 27 años después, tras una mala situación económica el club no pudo hacer grandes inversiones y fichajes teniendo que jugar en su gran mayoría con gente del pueblo teniendo que conformarse con quedar en mitad de tabla.

### Periplo de ascensos y descensos  (2021-Act)
Tras el parón por covid-19 en la temporada 2019-20, el equipo quedaría campeón en la temporada 2020-21 tras la federación tinerfeña decidir dar por terminada la temporada excepcionalmente en marzo debido a la situación de la pandemia, volviendo tras 7 temporadas a la categoría preferente, su vuelta estuvo lejos de ser la esperada, descendiendo como colista del grupo 2 de Preferente junto a la UD Cruz Santa, en la temporada siguiente quedarían 3º tras ir gran parte de la temporada primeros arrebatándoles el C.D Portezuelo el ascenso directo, lograrían aun así clasificar al playoff de Ascenso en el que se enfrentarían al C.D Charco del Pino al cual lograrían vencer por un global de 2-1 volviendo a recuperar un año después la categoría Preferente. Conseguirían permanecer 2 años en la categoría preferente antes de volver a descender a primera regional en la temporada 2024-25, siendo colistas de preferente en 21ª posición y con una muy pobre temporada del equipo realejero. 

### Copa del Rey
Hasta en siete ocasiones ha disputado la Copa del Rey la Unión Deportiva Realejos teniendo actuaciones muy memorables.
- Temporada 1981/82
  - 1ª Eliminatoria
  - CD Tenerife 3-1 UD Realejos
  - UD Realejos 0-1 CD Tenerife
- Temporada 1982/83
  - 1ª Eliminatoria
  - CD San Andrés 2-0 UD Realejos
  - UD Realejos 6-4 CD San Andrés *
- Temporada 1991/92
  - 1ª Eliminatoria
  - UD Realejos 2-1 AD Laguna
  - AD Laguna 1-0 UD Realejos *
  - 2ª Eliminatoria
  - UD Realejos 0-0 CD Mensajero
  - CD Mensajero 2-1 UD Realejos
- Temporada 1992/93
  - 1ª Eliminatoria
  - UD Realejos 3-0 CD Marino
  - CD Marino 2-0 UD Realejos
  - 2ª Eliminatoria
  - UD Realejos 0-0 CD Mensajero
  - CD Mensajero 2-3 UD Realejos
  - 3ª Eliminatoria
  - UD Realejos 4-0 UB Conquense
  - UB Conquense 1-1 UD Realejos
  - 4ª Eliminatoria
  - UD Realejos 1-3 Albacete Balompié
  - Albacete Balompié 2-0 UD Realejos
- Temporada 1993/94
  - 1ª Eliminatoria
  - UD Orotava 3-4 UD Realejos
  - UD Realejos 2-0 UD Orotava
  - 2ª Eliminatoria
  - UD Realejos 2-1 CD Mensajero
  - CD Mensajero 5-1 UD Realejos
- Temporada 1994/95
  - 1ª Eliminatoria
  - UD Realejos 2-3 UD Las Palmas
  - UD Las Palmas 7-0 UD Realejos
- Temporada 1996/97
  - 1ª Eliminatoria
  - Málaga C.F. 1-0 UD Realejos
  - UD Realejos 0-0 Málaga C.F.

## Estadio

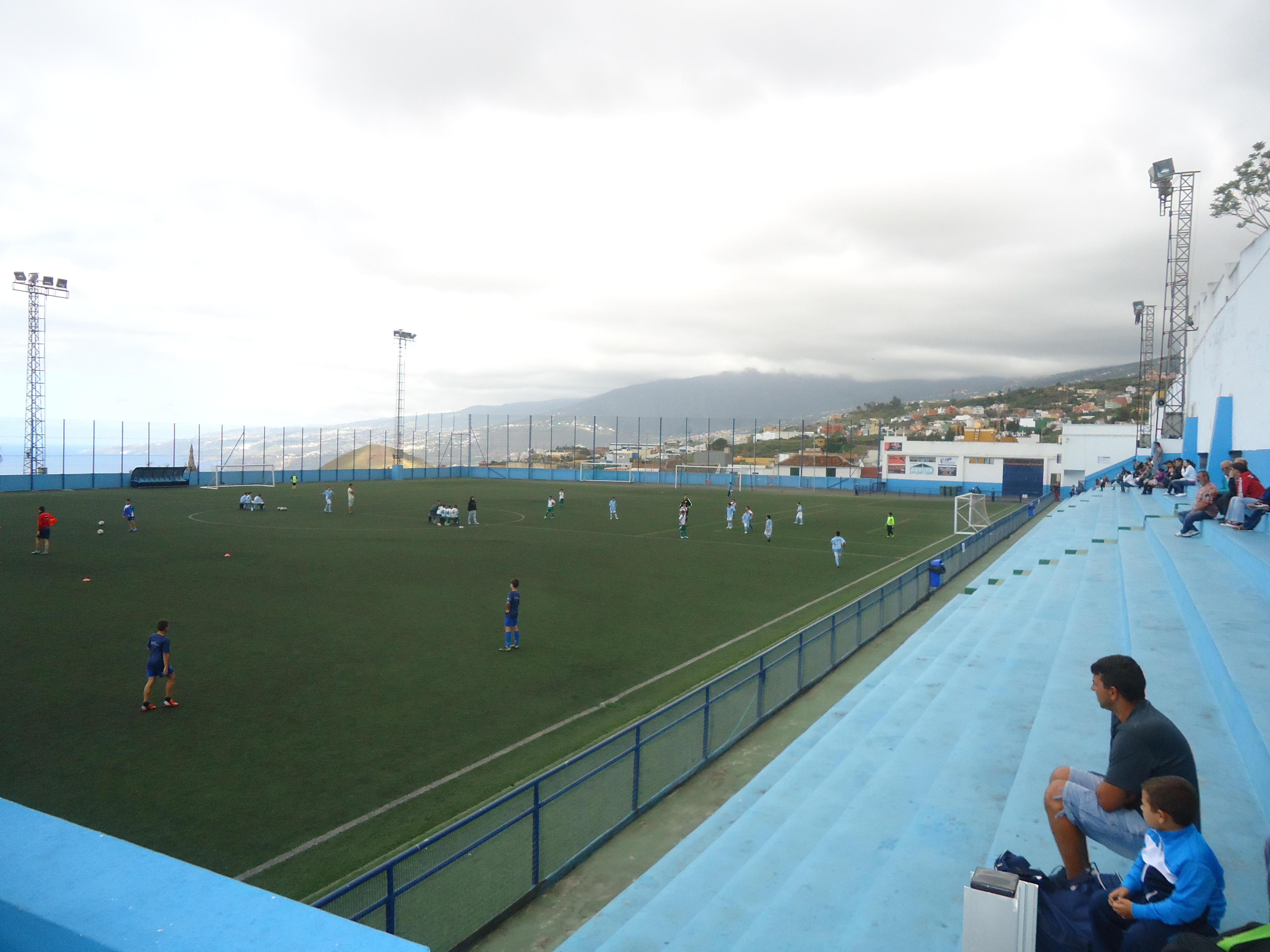
Estadio de UD Realejos

El equipo juega sus partidos como local en el Estadio de Los Príncipes que tiene capacidad para unos 3.500 espectadores. El estadio dispone de césped artificial homologado tras cambiar su anterior césped natural. También ha jugado de local en el nuevo campo deportivo del pueblo, el Estadio de Los Realejos con una capacidad mayor.

## Uniforme
- Local: la camiseta es azul celeste con una línea en el borde superior de la manga de color blanco o azul marino, dependiendo de la temporada, el pantalón es blanco y las medias azul celeste.
- Visitante: el uniforme visitante es completamente azul marino.

### Evolución del uniforme titular
| 1949- 1968 | 1968-1981 | 1981-1993 | 1993-2002 | 2002- Act |

## Todas las temporadas
| Temporada | División      | Posición    | Copa del Rey |
| --------- | ------------- | ----------- | ------------ |
| 1951/52   | 2.ª Regional  | 1º          |              |
| 1952/53   | 1.ª Categoría | 4º          |              |
| 1953/54   | 1.ª Categoría | 10.º        |              |
| 1954/55   | 1.ª Categoría | 3º          |              |
| 1955/56   | 1.ª Categoría | 8º          |              |
| 1956/57   | 1.ª Categoría | 6º          |              |
| 1957/58   | 1.ª Categoría | 4º          |              |
| 1958/59   | 1.ª Categoría | 8°          |              |
| 1959/60   | 1.ª Categoría | 5º          |              |
| 1960/61   | 1.ª Categoría | 3º          |              |
| 1961/62   | 1.ª Categoría | 7º          |              |
| 1962/63   | 1.ª Categoría | 9º          |              |
| 1963/64   | 1.ª Categoría | 7º          |              |
| 1964/65   | 1.ª Categoría | 9º          |              |
| 1965/66   | 1.ª Categoría | 3º          |              |
| 1966/67   | 1.ª Categoría | 8º          |              |
| 1967/68   | 1.ª Categoría | 4º          |              |
| 1968/69   | 1.ª Categoría | 8º          |              |
| 1969/70   | 1.ª Categoría | 11°         |              |
| 1970/71   | 2.ª Regional  | 1º          |              |
| 1971/72   | No Compitió   | No Compitió |              |
| 1972/73   | 2.ª Regional  | 3º          |              |
| 1973/74   | 1.ª Categoría | 5º          |              |
| 1974/75   | 1.ª Categoría | 2°          |              |
| 1975/76   | Preferente    | 3º          |              |
| 1976/77   | Preferente    | 6º          |              |
| 1977/78   | Preferente    | 5º          |              |
| 1978/79   | Preferente    | 11º         |              |
| 1979/80   | Preferente    | 1º          |              |
| 1980/81   | 3ª División   | 1º          |              |
| 1981/82   | 3ª División   | 3º          | 1ªElim.      |
| 1982/83   | 3ª División   | 13º         | 1ªElim.      |
| 1983/84   | 3ª División   | 8º          |              |
| 1984/85   | 3ª División   | 15º         |              |
| 1985/86   | 3ª División   | 19º         |              |
| 1986/87   | Preferente    | 13º         |              |
| 1987/88   | Preferente    | 15º         |              |
| 1988/89   | 1.ª Regional  | 1º          |              |
| 1989/90   | Preferente    | 2º          |              |
| 1990/91   | 3ª División   | 1º          |              |
| 1991/92   | 3ª División   | 7.º         | 2ªElim.      |
| 1992/93   | 3ª División   | 1º          | 4ªElim.      |
| 1993/94   | 2ªDivisión B  | 10º         | 2ªElim.      |
| 1994/95   | 2ªDivisión B  | 20º         | 1ªElim.      |
| 1995/96   | 3ª División   | 3º          |              |
| 1996/97   | 2ªDivisión B  | 19º         | 1ªElim.      |
| 1997/98   | 3ª División   | 9º          |              |
| 1998/99   | 3ª División   | 14º         |              |
| 1999/00   | 3ª División   | 15º         |              |

| Temporada | División     | Posición | Copa del Rey |
| --------- | ------------ | -------- | ------------ |
| 2000/01   | 3ª División  | 20º      |              |
| 2001/02   | Preferente   | 6.º      |              |
| 2002/03   | Preferente   | 2º       |              |
| 2003/04   | 3ª División  | 12º      |              |
| 2004/05   | 3ª División  | 16º      |              |
| 2005/06   | 3ª División  | 7.º      |              |
| 2006/07   | 3ª División  | 19º      |              |
| 2007/08   | Preferente   | 1º       |              |
| 2008/09   | 3ª División  | 10º      |              |
| 2009/10   | 3.ª División | 8º       |              |
| 2010/11   | 3.ª División | 21.º     |              |
| 2011/12   | Preferente   | 13.º     |              |
| 2012/13   | Preferente   | 1º       |              |
| 2013/14   | 3.ª División | 19º      |              |
| 2014/15   | Preferente   | 15º      |              |
| 2015/16   | 1.ª Regional | 4.º      |              |
| 2016/17   | 1.ª Regional | 6º       |              |
| 2017/18   | 1.ª Regional | 6º       |              |
| 2018/19   | 1.ª Regional | 9°       |              |
| 2019/20   | 1.ª Regional | 6°       |              |
| 2020/21   | 1.ª Regional | 1°       |              |
| 2021/22   | Preferente   | 12º      |              |
| 2022/23   | 1.ª Regional | 3°       |              |
| 2023/24   | Preferente   | 10°      |              |
| 2024/25   | Preferente   | 21°      |              |
| 2025-26   | 1.ª Regional | -        |              |

## Datos del Club
- Temporadas en Segunda División B: 3
- Temporadas en Tercera División: 22
- Temporadas en Preferente: 16
- Temporadas en Primera Regional: 28
- Temporadas en Segunda Regional: 3

### Resumen
- Temporadas en Segunda División B
  - Mejor puesto en 2ª División B : 10º
  - Peor puesto en 2ª División B : 20º
  - Puesto más repetido 2ªB : 10º,19º y 20º (una vez)
  - Partidos jugados : 114
  - Partidos ganados : 31
  - Partidos empatados : 21
  - Partidos perdidos : 62
  - Goles a favor : 119
  - Goles en contra : 197
  - Puesto Histórico : 231º
  - Puesto Histórico Canarias : 16º
  - Mayor Goleada a Favor : 
    - En casa : UD Realejos 4-0 Guadix CF (1996/97)
    - Fuera : Granada CF 0-5 UD Realejos (1993/94)

  - Mayor Goleada en contra :
    - En casa : UD Realejos 0-4 Cádiz CF (1996/97)
    - Fuera : Real Oviedo Vetusta 8-1 UD Realejos (1994/95)
- Temporadas en Tercera División
  - Mejor puesto en 3ª División : 1º
  - Peor puesto en 3ª División : 21º
  - Puesto más repetido 3ª : 1º (Tres veces)
  - Puesto histórico: 220º
  - Puesto histórico Canarias: 8º
  - Partidos jugados : 807
  - Partidos ganados : 301
  - Partidos empatados : 187
  - Partidos perdidos : '319
  - Goles a favor: 1.075
  - Goles en contra: 1.149
  - Mayor Goleada a Favor : 
    - En casa :
    - UD Realejos 7-0 Arucas CF (1985/86)
    - UD Realejos 7-0 UD Telde (1985/86)
    - UD Realejos 7-0 UD Las Torres (1990/91)
    - UD Realejos 7-0 UD Vecindario (1990/91)
    - UD Realejos 7-0 Ferreras CF (1991/92)
    - Fuera :
    - U.Tejina 0-4 UD Realejos (1991/92)
    - SD Tenisca 0-4 UD Realejos (1992/93)
    - U.Tejina 0-4 UD Realejos (1992/93)

  - Mayor Goleada en contra :
    - En casa : UD Realejos 0-5 CD San Isidro (2000/01)
    - Fuera : Las Palmas At. 8-1 UD Realejos (1983/84)

  - Empate con más goles :
    - SD Tenisca 4-4 UD Realejos (1981/82)

## Palmarés
- Campeón Tercera División de España (Grupo XII) (3): 1980/81, 1990/91 y 1992/93.
- Campeón Copa Heliodoro Rodríguez López (3): 1988/89 , 1992/93 y 1997/98.[1]
- Subcampeón Copa Heliodoro Rodríguez López (1): 1962/63
- Campeón Preferente Tenerife (3): 1979/80 , 2007/08 y 2012/13
- Campeón Primera Regional de Tenerife (2): 1988/89 y 2020/21
- Campeón Segunda Interinsular de Tenerife (2): 1951/52 y 1970/71
- Subcampeón Trofeo Teide (3): 1977, 1993 y 1997

## Derbis

### Realejeros
Dentro del municipio la Unión Deportiva Realejos tuvo en el Juventud Católica, del barrio de La Cruz Santa, a su mayor rival. La desaparición de este club tras el nacimiento de la Unión Deportiva Cruz Santa y el hecho de que ambas uniones solo hayan coincidido en la misma categoría en dos temporadas ha enfriado la rivalidad.
Otro conjunto con el que la Unión Deportiva Realejos jugó varios partidos de gran rivalidad fue el Hispano Club de Fútbol del barrio de Tigaiga.
Dentro del fútbol base el mayor rival de la escuela del conjunto realejero es la Unión Deportiva Longuera del barrio del mismo nombre.

### Norteños
Los enfrentamientos ante equipos del norte de Tenerife siempre fueron importantes para la UD Realejos, más aún contra los equipos del Valle de La Orotava. Así los partidos entre Unión Deportiva Realejos, Unión Deportiva Orotava y Club Deportivo Puerto Cruz fueron los grandes derbis del norte.
También tiene una fuerte rivalidad con la Unión Deportiva Icodense, referente del fútbol norteño fuera del valle y en los últimos años con el Club Deportivo Vera, tras coincidir en varias temporadas y tras producirse un gran movimiento de futbolistas de una a otra escuadra.

### Derbis con la UD Orotava en categoría nacional
| Temporada | Casa | Fuera |
| --------- | ---- | ----- |
| 1980/81   | 2-0  | 0-0   |
| 1981/82   | 3-1  | 2-1   |
| 1982/83   | 3-0  | 4-1   |
| 1983/84   | 3-0  | 0-0   |
| 1984/85   | 1-2  | 1-1   |
| 1985/86   | 2-1  | 0-0   |
| 1990/91   | 1-0  | 0-2   |
| 1991/92   | 1-2  | 0-0   |
| 1992/93   | 2-1  | 2-1   |
| 1991/92   | 1-1  | 0-2   |
| 1995/96   | 1-0  | 1-0   |
| 1997/98   | 0-1  | 1-0   |
| 1998/99   | 0-4  | 3-1   |
| 1999/00   | 2-2  | 3-1   |
| 2000/01   | 0-1  | 5-3   |

| Equipo       | Victorias | Empates | Derrotas | Goles a Favor | Goles en Contra |
| ------------ | --------- | ------- | -------- | ------------- | --------------- |
| U.D.Realejos | 10        | 7       | 13       | 31            | 40              |
| U.D.Orotava  | 13        | 7       | 10       | 40            | 31              |

## Filial
El filial de la UD Realejos, la Unión Deportiva Realejos B, actualmente juega en la 2º Regional. Además el conjunto norteño cuenta con una escuela de fútbol base con equipos inscritos en cada una de las categorías respecto a sus edades. El equipo B nació en 1992 como Realejos Atlético, después de cuatro temporadas sin competir reaparecería como Realejos B.

### Temporadas
| Temporada | División     | Posición    | Copa del Rey |
| --------- | ------------ | ----------- | ------------ |
| 1992/93   | 2.ª Regional | 9º          |              |
| 1993/94   | No compitió  | No compitió | No compitió  |
| 1994/95   | No compitió  | No compitió | No compitió  |
| 1995/96   | No compitió  | No compitió | No compitió  |
| 1996/97   | No compitió  | No compitió | No compitió  |
| 1997/98   | 2.ª Regional | 3º          |              |
| 1998/99   | 1.ª Regional | 6º          |              |
| 1999/00   | 1.ª Regional | 16º         |              |
| 2000/01   | 2.ª Regional | 9º          |              |
| 2001/02   | 2.ª Regional | 8º          |              |
| 2002/03   | No compitió  | No compitió | No compitió  |
| 2003/04   | No compitió  | No compitió | No compitió  |
| 2004/05   | 2.ª Regional | 9º          |              |
| 2005/06   | 2.ª Regional | 13º Ret.    |              |
| 2006/07   | 2.ª Regional | 10º         |              |
| 2007/08   | 2.ª Regional | 15º         |              |
| 2008/09   | 2.ª Regional | 5º          |              |
| 2009/10   | 2.ª Regional | 1º          |              |

| Temporada | División     | Posición    | Copa del Rey |
| --------- | ------------ | ----------- | ------------ |
| 2010/11   | 1.ª Regional | 17º         |              |
| 2011/12   | 2.ª Regional | 8º          |              |
| 2012/13   | 2.ª Regional | 6º          |              |
| 2013/14   | 2.ª Regional | 2º          |              |
| 2014/15   | 2.ª Regional | 13º Ret.    |              |
| 2015/16   | No Compitió  | No Compitió | No Compitió  |
| 2016/17   | No Compitió  | No Compitió | No Compitió  |
| 2017/18   | No Compitió  | No Compitió | No Compitió  |
| 2018/19   | No Compitió  | No Compitió | No Compitió  |
| 2019/20   | No Compitió  | No Compitió | No Compitió  |
| 2020/21   | 2.ª Regional | 10°         |              |
| 2021/22   | 2.ª Regional | 2°          |              |
| 2022/23   | No Compitió  | No Compitió | No Compitió  |
| 2023/24   | 2.ª Regional | -           |              |

### Datos del filial
- Temporadas en Primera Regional: 3
- Temporadas en Segunda Regional: 16